# GNU Zile
Zileは自由ソフトウェアで、テキストエディタを開発するためのC言語のツールキットである。Zileはまた、このツールキットを用いて構築されたEmacsのクローンでもある。Zileは、Zile is Lossy Emacsを表している。
Zileは、最初Sandro SigalaによってC言語で書かれ、今はReuben Thomasによってソースコードの維持が行われている。
Zileのゴールは、より少ないリソースでGNU Emacsのように動作することである。Zileは、その機能や変数の名前をEmacsと同様のものを用いているが、内部データの構造やAPIはより一般的な目的に適合するように発展させられたものとなっている。

## 歴史
Zileは、2008年4月に、軽量なEmacsのクローンとしてスタートした。2014年には、テキストエディタ開発のためのソフトウェア開発フレームワークに進化している。
かつてZileと呼ばれていた軽量なZileは、今はZemacsと呼ばれている。再帰的頭字語の伝統にならい、Zileは（前述のように）Zile Is Lossy Emacsを表していた。Zemacsは、RAMメモリのフットプリントによって区別され、これはおおよそ100kBである。Zileは、8ビットクリーンであり、これはUnicodeのサポートを必要とせずにある種のファイルを利用することを可能にしている。
Zemacsのキーボード・ショートカットはEmacsのものと同様であり、また、ZileはEmacsの標準的な機能を組み込んでいる。これには、以下の諸機能が含まれる。
- マルチレベルのアンドゥを伴ったマルチバッファによる編集
- マルチウィンドウ
- コピーや貼り付け（キリングやヤンキング）
- ミニバッファの補完
- オートフィル

## LuaJITによる再実装
Zileはまた、LuaJIT言語で再実装された。この場合、ZileはZile Implements Lua Editorsも表している。2017年3月20日の時点で、LuaJITによるZileの実装への最後のコミットは2011年4月2日のものである。